# Шулер Фрідріх фон Ліблой
Шулер Фрідріх фон Ліблой (1831, Германшдат (нині — Сібіу ув Румунії) — 1897, Чернівці) — теолог, педагог, політик.

## Біографія
Народився у м. Германштадт (нині Сібіу, Румунія) у 1827 році. 

Навчався в євангелістській гімназії в рідному місті, яка пізніше переросла в Трансільванську саксонську правничу академію.

Навчання з права Фрідріх закінчив у вищій школі Відня та Граца, де й почав займатися правничою практикою.

Повернувшись у рідне місто, викладав право в Правничій академії.

З липня 1852 року він — екстраординарний професор. Тривалий час викладав Трансільванську історію права, Саксонське статутне право, Протестантське церковне право, Фінансове право та Національну економіку, інші предмети.

З 1857 року виконував обов'язки директора бібліотеки академії.

В 1875 році, коли відкрився університет імені Франца Йосифа в Чернівцях, отримує запрошення на викладання Німецького права як розділу цивільного права та інших предметів з права.

В 1878–1879 та 1890–1891 роках його обирали ректором Чернівецького університету.

З 1863 року був депутатом Трансільванського сейму.

Помер у 1897 році.

## Основні наукові публікації
- «Статут цивільного права саксонців у Трансільванії» (1852–1853)
- «Історія Трансільванського права» (1863, Відень)
- «Історія Німецького права» (1863, Відень)
- «Основи теоретичної дипломатії» (1852)
- «Протестантське церковне право» (1871)
- «Політична економія» (1871)